# Watersipora mawatarii
Watersipora mawatarii is een mosdiertjessoort uit de familie van de Watersiporidae. De wetenschappelijke naam van de soort is voor het eerst geldig gepubliceerd in 2014 door Vieira, Spencer Jones en Taylor.